# Nördliche Prachtkotinga
Die Nördliche Prachtkotinga (Cotinga nattererii), manchmal auch Schwarzbauchkotinga genannt, ist eine Vogelart aus der Familie der Schmuckvögel (Cotingidae). Die Art hat ein großes Verbreitungsgebiet, das die südamerikanischen Länder Ecuador, Kolumbien, Venezuela sowie das mittelamerikanische Land Panama umfasst. Der Bestand wird von der IUCN als nicht gefährdet (Least Concern) eingeschätzt. Die Art gilt als monotypisch.

## Merkmale
Die Nördliche Prachtkotinga erreicht eine Körperlänge von etwa 18 bis 18,5 Zentimetern und hat einen kurzen schwarzen Schnabel. Von der Form ist sie einer Taube sehr ähnlich. Das Männchen ist größtenteils strahlend blau. Um die Augen hat es einen schwarzen Ring. Der überwiegende Teil der Flügel, mit Ausnahme der kleinen Armdecken, sowie der Schwanz sind schwarz. An den Federn der Hand- und Armschwingen finden sich blaue Ränder. An der Kehle und am oberen Teil der Brust hat es einen kontrastreichen purpurschwarzen Fleck. Den hinteren Teil der Unterseite ziert ein dunkler lila Streifen. Der Sexualdimorphismus dieser Art ist extrem ausgeprägt. Das Weibchen ist auf der Oberseite dunkelbraun. Dabei wirkt das Gefieder weiß geschuppt. Um das Auge hat es einen kaum sichtbaren aschfahlen Ring. Die Unterseite ist glanzlos sandfarben und wird am Bauch zimtgelb. Speziell an der Brust, aber auch am Bauch, werden die Federn zur Mitte hin dunkler, so dass sie wie schwungvolle Schuppen wirken. Der Schwanz ist schwarzbraun.

## Verbreitung und Lebensraum
Die Art kommt normalerweise in tropischen Zonen in Höhen zwischen 300 und 900 Metern vor. In Venezuela trifft man sie auf den Lichtungen der Regenwälder nahe dem Maracaibo-See an. Beobachter berichteten außerdem von Vorkommen in den Bundesstaaten Mérida und Táchira. In Kolumbien ist sie an der Pazifikküste und dem Tal des Río Magdalena verbreitet. Eher selten trifft man in der ecuadorianischen Provinz  Esmeraldas auf den Vogel. In Panama ist er im Osten der Provinz Colón und Westen der Provinz Panamá nahe der Stadt La Chorrera präsent. Oft wurde er auch auf den Lichtungen der Insel Barro Colorado gesehen.

## Verhalten
Die Nördliche Prachtkotinga ist meist alleine unterwegs, doch kommt es vor, dass mehrere Exemplare am selben Fruchtbaum Futter suchen. Als Einzelgängerin sitzt sie insbesondere in den sonnigen Nachmittagsstunden vorzugsweise in den Ästen der oberen  Stratifikationschicht. Ihr Flug ist schnell und geradlinig. Normalerweise hört man von ihr kein Gezwitscher, so dass das kraftvolle Flügelschlagen der einzige akustische Hinweis auf ihre Präsenz darstellt.

## Namensgebung
Boissonneau verwendete bei der Erstbeschreibung des Vogels das wissenschaftliche Taxon Ampelis Nattererii. Bei der Namensgebung folgte Boissonneau dem Vorschlag Coenraad Jacob Temmincks den Vogel dem Österreicher Johann Natterer zu widmen. So findet man auch heute noch im Englischen den Trivialnamen Natterer’s Cotinga.